# Coelogyne cristata

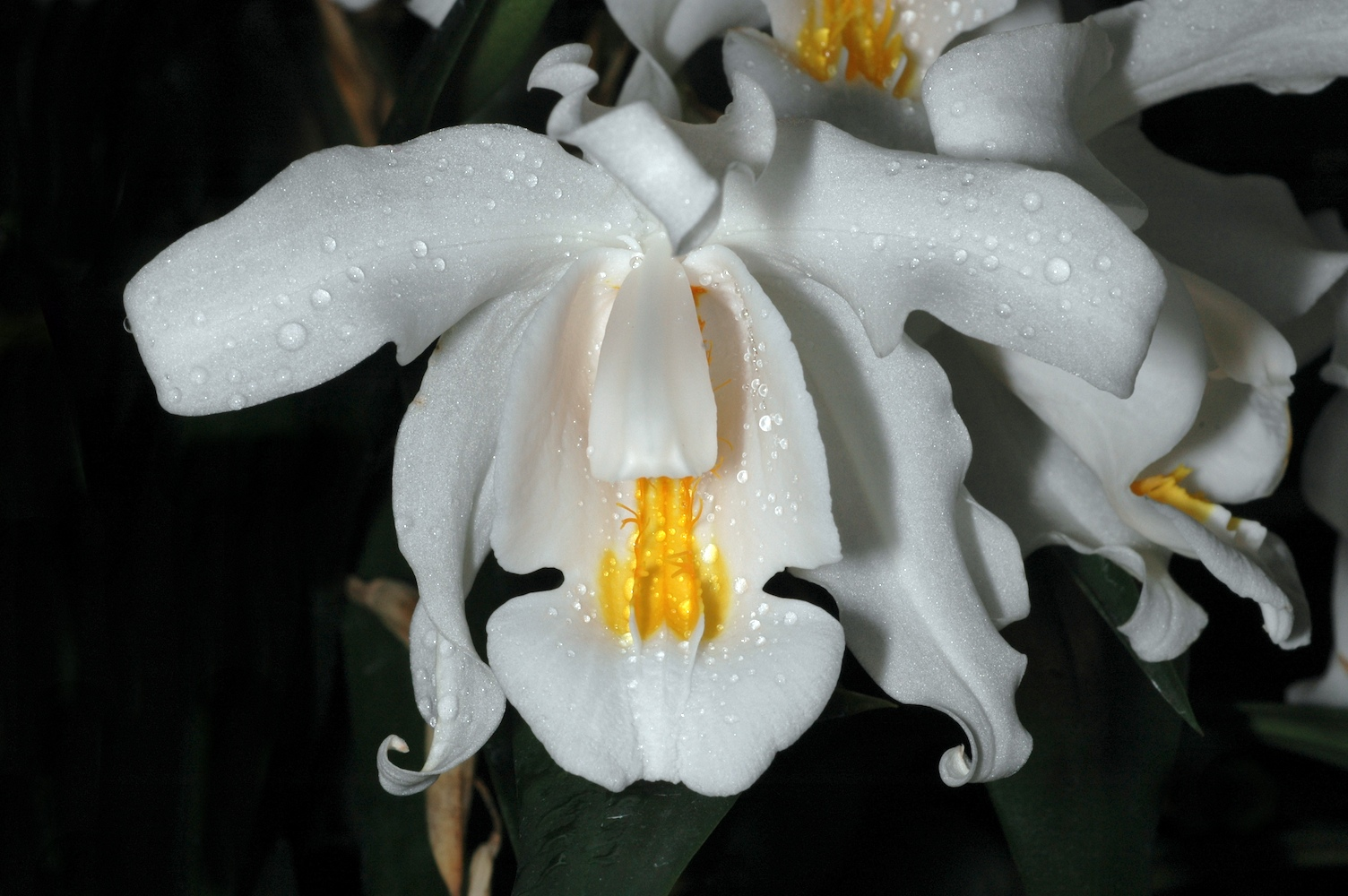

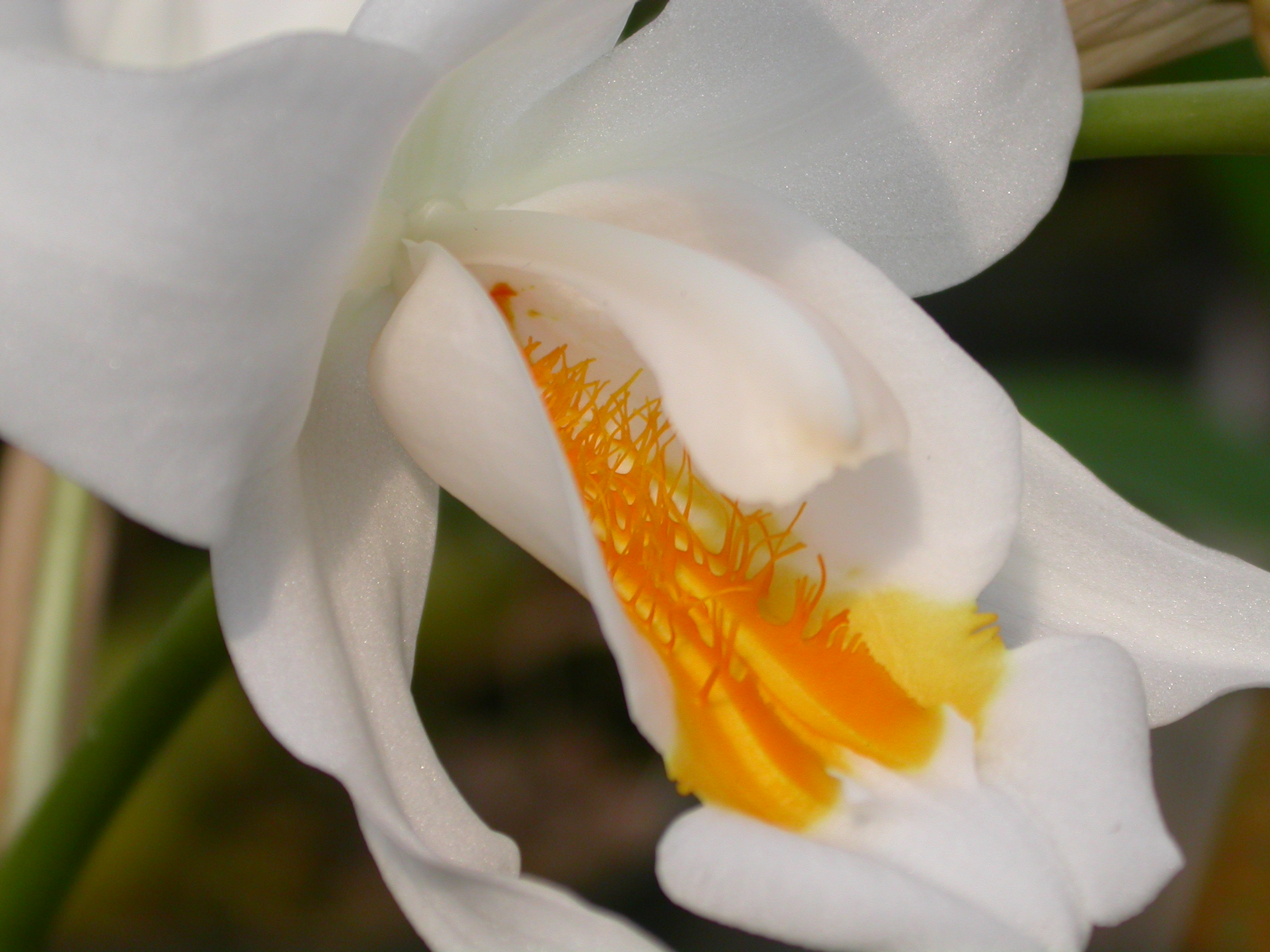
Warżka

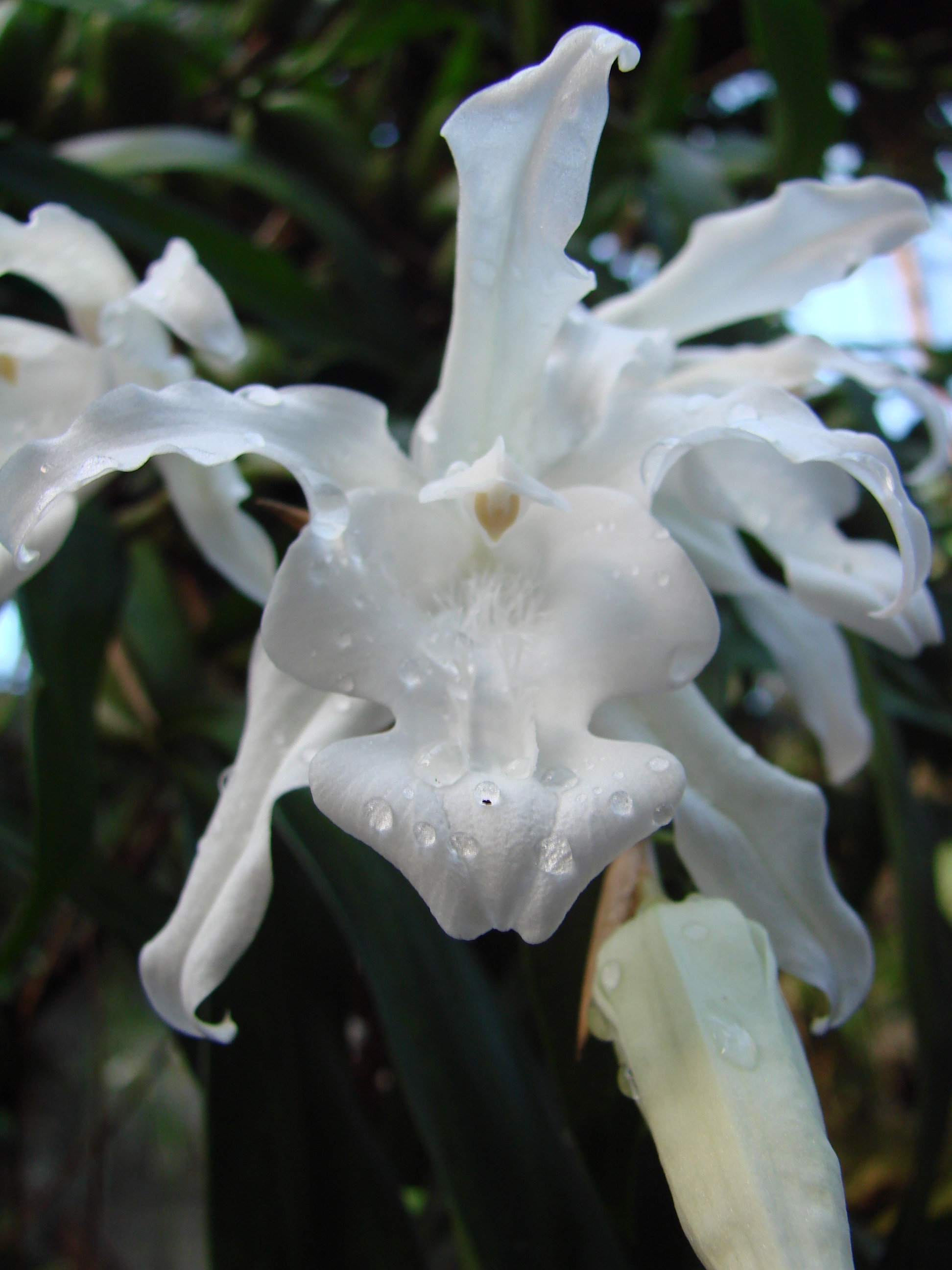
Coelogyne cristata var. hololeuca

Coelogyne cristata – gatunek epifitycznej rośliny z rodziny storczykowatych (Orchidaceae). Pochodzi z chłodnych i wilgotnych terenów wschodnich Himalajów oraz Wietnamu. Kwitnie wiosną przed stopnieniem śniegów.

## Występowanie
Środowisko tego gatunku rozciąga się na wschód od 75 południka. Rośliny występują w regionie Garhwal w stanie Uttarakhand, w stanie Sikkim, Asam i Meghalaya  w Indiach,  w Nepalu, w Bhutanie, w Tybecie, Bangladeszu. Gatunek spotykany jest także w górach w północnej Tajlandii. Rośliny rosną na wysokościach od około 1600 m do 2600 m n.p.m. w wilgotnych lasach. Rosną zarówno na skałach wśród mchu oraz na drzewach, dość często na słonecznym stanowisku.
W naturze rośliny kwitną w zimie lub wczesną wiosną. Uprawiane rośliny rosną w kępach do 1,5 m średnicy. Zanotowano jeden z uprawianych okazów, który posiadał około 600 kwiatów, stając się jednym okazów o największym kwitnieniu z tego gatunku.

## Morfologia
Pokrój
Rośliny z tego gatunku są małe lub umiarkowanych rozmiarów. Są to epifity lub litofity, dorastające do 15–30 cm. Pseudobulwy do 5 cm długości, okrągłe do podłużnych lub owalnych, mięsiste. Tworzą zwarte grupy. Na szczycie każdej pseudobulwy wyrastają dwa liście (rzadko trzy). 
Liście
Liście są wydłużone, skręcone i spiczasto zakończone. Blaszka jajowata do lancetowatej, prosta do łukowatej. Liście trawiaste, twarde, zwężone u nasady. Końcówka liścia ostra lub spiczasto zakończona. Żyłki od 3 do 15, widoczne od dołu.
Kwiaty
Kwiatostan wygięty w łuk o wielkości około 15–30 cm, wyrasta u podstawy dorosłej pseudobulwy, zazwyczaj przed ukazaniem się nowych przyrostów. Na kwiatostanach pojawia się od 5 do 8 pachnących kwiatów, które otwierają się jednoczenie. Kwiaty są dość duże, mają około 7–13 cm, i utrzymują się 4–5 tygodni. Wszystkie części kwiatów są śnieżnobiałe z lekko pofalowanymi brzegami. Warżka posiada 4-5 żółto-złotych grzebieni.
Korzeń
Korzenie nitkowate i gładkie, lub (bardzo rzadko) z małymi włoskami. 

## Systematyka
Pozycja systematyczna według Angiosperm Phylogeny Website (aktualizowany system APG III z 2009)
Jeden z gatunkiem typowym rodzaju Coelogyne w podplemieniu Coelogyninae należącego do plemienia Arethuseae w obrębie podrodziny epidendronowych (Epidendroideae) z rodziny storczykowatych (Orchidaceae). Storczykowate są kladem bazalnym w rzędzie szparagowców Asparagales w obrębie jednoliściennych.
Pozycja rodzaju w systemie Reveala (1994–1999)
Gromada okrytonasienne (Magnoliophyta Cronquist), podgromada Magnoliophytina Frohne & U. Jensen ex Reveal, klasa jednoliścienne (Liliopsida Brongn.), podklasa liliowe (Liliidae J.H. Schaffn.), nadrząd Lilianae Takht., rząd storczykowce (Orchidales Raf), podrząd Orchidineae Rchb., rodzina storczykowate (Orchidaceae Juss.), plemię Coelogyneae Pfitzer, podplemię  Coelogyninae Benth., rodzaj Coelogyne Lindl.
Lista zarejestrowanych hybryd
- Coelogyne Colmanii (Colman, 1907 (RHS)[b]) - C. cristata × C. speciosa subsp. incarnata
- Coelogyne granulosa (naturalna hybryda) - C. cristata × C. albolutea
- Coelogyne Intermedia (Cypher, 1913 (RHS)) - C. cristata × C. tomentosa
- Coelogyne K.R. Gessert (M.Karge-Liphard, 2014 (RHS)) - C. cristata × C. usitana
- Coelogyne Spring Showers (RHS, 2006 (RHS)) - C. cristata × C. lawrenceana
- Coelogyne Unchained Melody (David Banks, 1995 (RHS)) - C. cristata × C. flaccida
- Coelogyne Cosmo-Crista (Kokusai, 1996 (RHS)) - C. Intermedia × C. cristata
- Coelogyne	Linda Buckley (R.Hull, 1989 (RHS)) - C. mooreana × C. cristata
- Coelogyne Louanne Banks (Hills Dist., 2015 (RHS)) - C. Unchained Melody × C. cristata
- Coelogyne Memoria Fukuba (Suwada Orch., 2001 (RHS)) - C. Shinjuku × C. cristata
- Coelogyne Noel Wilson (Geyserland, 1984 (RHS)) - C. mossiae × C. cristata
- Coelogyne Orchideengarten Marei (M.Karge-Liphard, 2014 (RHS)) - C. xyrekes × C. cristata
- Coelogyne Orchideengarten Marei Saskia (M.Karge-Liphard, 2015 (RHS)) - C. pandurata × C. cristata
- Coelogyne Professeur Georges Morel (Jard.Luxembourg, 2007 (RHS)) - C. ovalis × C. cristata

## Uprawa
Coelogyne cristata wymaga dużego nasłonecznienia, jednakże nie powinno stać bezpośrednio na słońcu. W naturze najwięcej słońca jest w czasie suchego zimowego okresu, gdy przez ponad połowę dni w miesiącu niebo jest mało zachmurzone lub bezchmurne. Silne ruchy powietrza są bardzo ważne dla prawidłowego wzrostu rośliny, zanotowano, że umieszczenie wiatraczków przy roślinach bardzo polepsza kondycję roślin w uprawach.
W lecie średnia temperatura w dzień powinna wynosić około 21-24 °C, w nocy około 14-15 °C, z dzienną amplitudą około 6-9 °C. W okresie zimowym średnia dzienna temperatura powinna wynosić około 11-13 °C, zaś w nocy 2-4 °C, z dzienną amplitudą około 8-9 °C. Rośliny wytrzymują krótkookresowe temperatury poniżej zera, jednakże może to spowodować pogorszenie stanu, jeśli dodatkowo będą narażone na brak wody. Okres suchy jest niezwykle ważny dla zdrowego rozwoju roślin, jednakże nie musi on być tak długi i silny jak w środowisku naturalnym. W zimie podlewanie powinno być ograniczone przez około 2-3 miesięcy.